# Sprung aus den Wolken
Sprung Aus Den Wolken was een Duitse popgroep uit de jaren 80. De band is opgericht door Kiddy Citny. Sprung Aus Den Wolken heeft een paar platen gemaakt op hun eigen labels Faux Pas en Les Disques Du Soleil Et De L'Acier. Het nummer "Pas Attendre" is gebruikt door regisseur Wim Wenders voor de film "Wings of Desire". "Pas Attendre"  werd een soort van hit in de underground sector.
Opmerkelijk is dat de oprichter Citny ook een schilder is. Zijn schilderijen op de Berlijnse Muur zijn overal ter wereld tentoongesteld. Op dit moment zijn de schilderijen in privé bezit.